# Run BTS!
Run BTS! (en hangul, 달려라 방탄!; romanización revisada, Dallyeora Bangtan!) es un programa de variedades gratuito del grupo surcoreano BTS, transmitido en la aplicación V Live. Comenzó en 2015 y volvió a ser emitido el 1 de enero de 2019 debido al inicio de la gira Love Yourself World Tour. En cada episodio los miembros del grupo cumplen con misiones, completan desafíos, y realizan otras actividades en las que ganan premios o deben cumplir con penalizaciones.
La primera temporada se estrenó el 1 de agosto de 2015, y continuó con un nuevo episodio cada martes, a menos de que se emitiera un capítulo de BTS Gayo. Después de un año se estrenó la segunda temporada el 31 de enero de 2017. Desde el episodio 20, que fue emitido el 23 de mayo del mismo año, se convirtió en un programa semanal.

## Promoción
BTS publicó primero dos vídeos el 29 de febrero de 2015 para promocionar su nuevo programa de variedades en V Live. El primero tuvo 242 000 visitas en 3 días, en tanto que el segundo alcanzó 100 000 visitas y 87 000 likes.

## Adaptación
El 10 de julio de 2018 se anunció que el canal Mnet emitiría los 8 episodios más populares de la serie web en televisión, cada miércoles durante 8 semanas. Se empezó a transmitir el 11 de julio y culminó el 29 de agosto de 2018.

## Episodios
| Temporada | Temporada | Episodios | Episodios            | Emisión original    | Emisión original      |
| Temporada | Temporada | Episodios | Episodios            | Primera emisión     | Última emisión        |
| --------- | --------- | --------- | -------------------- | ------------------- | --------------------- |
|           | 1         | 11        | 11                   | 1 de agosto de 2015 | 5 de enero de 2016    |
|           | 2         | 46        | 11                   | 31 de enero de 2017 | 30 de mayo de 2017    |
| 35        | 2         | 46        | 3 de octubre de 2017 | 24 de julio de 2018 |                       |
|           | 3         | 155       | 155                  | 1 de enero de 2019  | 24 de octubre de 2021 |
|           | 4         | 10        | 10                   | 1 de agosto de 2022 | 14 de febrero de 2023 |

### Temporada 1 (2015-16)
| N.º | Título                                | MC      | Equipos                                                                   | Fecha de emisión original |
| --- | ------------------------------------- | ------- | ------------------------------------------------------------------------- | ------------------------- |
| 1 | «V Open»                              | ninguno | ninguno                                                                   | 01 de agosto de 2015      |
| Los miembros se presentan y hablan sobre sus expectativas para el programa.                                                                                     |                                       |         |                                                                           |                           |
| 2 | «El mejor hombre»                     | ninguno | ninguno                                                                   | 02 de agosto de 2015      |
| Los miembros participan en una «Competencia al mejor chico» donde tienen que cumplir una serie de pruebas para determinar quién obtiene la puntuación más alta. |                                       |         |                                                                           |                           |
| 3 | «Parque de atracciones»               | ninguno | ninguno                                                                   | 18 de agosto de 2015      |
| BTS va a un parque de diversiones y completa desafíos. |                                       |         |                                                                           |                           |
| 4 | «La puerta de los 30 segundos»        | ninguno | ninguno                                                                   | 15 de septiembre de 2015  |
| Los miembros participan en varios juegos en el agua. |                                       |         |                                                                           |                           |
| 5 | «La fiesta deportiva de 100 segundos» | ninguno | ninguno                                                                   | 29 de septiembre de 2015  |
| Los miembros participan en un día de deportes. Los camarógrafos reciben un castigo.                                                                             |                                       |         |                                                                           |                           |
| 6 | «Confesión 1»                         | Jimin   | ninguno                                                                   | 03 de octubre de 2015     |
| (Parte 1) En un skit los miembros de BTS confiesan sus pecados al «pastor» Jimin.                                                                               |                                       |         |                                                                           |                           |
| 7 | «Confesión 2»                         | Suga    | ninguno                                                                   | 20 de octubre de 2015     |
| (Parte 2) En un skit los miembros de BTS confiesan sus pecados al «pastor» Suga.                                                                                |                                       |         |                                                                           |                           |
| 8 | «Supervivencia»                       | ninguno | Equipo rojo (RM, Jin, V, & Jungkook) Equipo negro (Suga, J-Hope, & Jimin) | 18 de noviembre de 2015   |
| Mientras están en Gangwon-do, los chicos juegan paintball. |                                       |         |                                                                           |                           |
| 9 | «Búsqueda del Tesoro»                 | ninguno | Equipo rojo (RM, Jin, V, & Jungkook) Equipo negro (Suga, J-Hope, & Jimin) | 15 de diciembre de 2015   |
| Mientras están en Gangwon-do, los chicos buscan banderas en las montañas.                                                                                       |                                       |         |                                                                           |                           |
| 10 | «Bungee»                              | ninguno | RM, Jin, V, & Jungkook Equipo «llegar a ser alto» (Suga, J-Hope, & Jimin) | 22 de diciembre de 2015   |
| Mientras están en Gangwon-do, los chicos visitan la torre de bungee más alta en Corea y toman turnos para saltar.                                               |                                       |         |                                                                           |                           |
| 11 | «Misión Especial»                     | ninguno | RM, Jin, V, & Jungkook Equipo «llegar a ser alto» (Suga, J-Hope, & Jimin) | 05 de enero de 2016       |
| Mientras están en Gangwon-do, los miembros comen y descubren quién es el espía del día.                                                                         |                                       |         |                                                                           |                           |

### Temporada 2 (2017-18)
| Parte 1 |                                                                           |         |                                                                                                |                         |
| 12 | «Back to School»                                                          | ninguno | ninguno                                                                                        | 31 de enero de 2017     |
| Los miembros deben actuar en un skit sobre una escuela secundaria. Suga tiene el papel de estudiante femenina de intercambio mientras el resto de miembros debe mostrar sus encantos para ganar. |                                                                           |         |                                                                                                |                         |
| 13 | «Cops»                                                                    | ninguno | Oficiales de Policía (RM, Suga, V, & Jungkook) Prisioneros (Jin, J-Hope, & Jimin)              | 28 de febrero de 2017   |
| Los miembros deben actuar en un skit como policías que interrogan a prisioneros por crímenes que no tienen sentido.                                                                              |                                                                           |         |                                                                                                |                         |
| 14 | «The Spy Who Returned»                                                    | Suga    | Equipo de los mayores (RM, Jin, &, J-Hope) Equipo de los jóvenes (Jimin, V, & Jungkook)        | 07 de marzo de 2017     |
| (Parte 1) Mientras están en el Parque Acuático One Mount, los miembros deben descubrir cuál de ellos está saboteándolos.                                                                         |                                                                           |         |                                                                                                |                         |
| 15 | «The Spy Who Returned»                                                    | Suga    | Equipo de los mayores (RM, Jin, &, J-Hope) Equipo de los jóvenes (Jimin, V, & Jungkook)        | 14 de marzo de 2017     |
| (Parte 2) Mientras están en el Parque Acuático One Mount, los miembros deben descubrir cuál de ellos está saboteándolos.                                                                         |                                                                           |         |                                                                                                |                         |
| 16 | «Snowpark Winter Olympics»                                                | ninguno | ninguno                                                                                        | 28 de marzo de 2017     |
| Los miembros participan en los Juegos Olímpicos de invierno de BTS. |                                                                           |         |                                                                                                |                         |
| 17 | «Arcade Olympics»                                                         | ninguno | ninguno                                                                                        | 11 de abril de 2017     |
| (Parte 1) Los miembros van a una sala de juegos. |                                                                           |         |                                                                                                |                         |
| 18 | «Arcade Olympics»                                                         | ninguno | ninguno                                                                                        | 18 de abril de 2017     |
| (Parte 2) Los miembros van a una sala de juegos. |                                                                           |         |                                                                                                |                         |
| 19 | «Strike»                                                                  | ninguno | Jungkook RM, Jin, Suga, J-Hope, Jimin, & V                                                     | 02 de mayo de 2017      |
| Los miembros juegan a los bolos. |                                                                           |         |                                                                                                |                         |
| 20 | «The Taste of Korea»                                                      | Jin     | Equipo de Jungkook (RM, J-Hope, & Jungkook) Equipo de Suga (Suga, Jimin, & V)                  | 23 de mayo de 2017      |
| Los miembros intentan cocinar en una hora. |                                                                           |         |                                                                                                |                         |
| 21 | «Board Game Competition»                                                  | ninguno | Equipo de RM (RM, Jin, V, & Jungkook) Equipo de Suga (Suga, J-Hope, & Jimin)                   | 30 de mayo de 2017      |
| BTS se divide en grupos y juegan juegos de mesa. |                                                                           |         |                                                                                                |                         |
| Parte 2 |                                                                           |         |                                                                                                |                         |
| 22 | «Hangawi Festival»                                                        | ninguno | Jin & Jimin Suga & V RM, J-Hope, & Jungkook                                                    | 03 de octubre de 2017   |
| En un especial de Chuseok los miembros usan hanbok, hacen mandu, y participan en juegos tradicionales coreanos.                                                                                  |                                                                           |         |                                                                                                |                         |
| 23 | «Pet Friends»                                                             | J-Hope  | ninguno                                                                                        | 17 de octubre de 2017   |
| Los miembros forman equipos con perros y compiten para ver quién consigue que su perro haga más trucos.                                                                                          |                                                                           |         |                                                                                                |                         |
| 24 | «BTS vs. Zombies»                                                         | ninguno | Equipo A (RM, V, & Jungkook) Equipo B (Jin & Suga) Equipo C (J-Hope & Jimin)                   | 24 de octubre de 2017   |
| Los miembros se enfrentan a un ataque zombi en Everland mientras lidian con obstáculos y resuelven acertijos.                                                                                    |                                                                           |         |                                                                                                |                         |
| 25 | «Game King»                                                               | Suga    | Jin, Jimin, & Jungkook RM, J-Hope, & V                                                         | 31 de octubre de 2017   |
| Dos equipos compiten en juegos multijugador en un PC Bang. |                                                                           |         |                                                                                                |                         |
| 26 | «Secret Agent»                                                            | ninguno | Equipo Kim Seok-Jin (Jin, J-Hope, & Jimin) Equipo A (Suga & V) Equipo Bingsman (RM & Jungkook) | 07 de noviembre de 2017 |
| Los miembros son divididos en grupos y participan en un juego de espías. |                                                                           |         |                                                                                                |                         |
| 27 | «Welcome to Your First MT»                                                | ninguno | J-Hope & Jimin Suga & V RM, Jin, & Jungkook                                                    | 14 de noviembre de 2017 |
| (Parte 1) Los miembros son divididos en grupos para ganar juegos con los que pueden conseguir comida para una barbacoa.                                                                          |                                                                           |         |                                                                                                |                         |
| 28 | «Welcome to Your First MT»                                                | ninguno | J-Hope & Jimin Suga & V RM, Jin, & Jungkook                                                    | 21 de noviembre de 2017 |
| (Parte 2) Los miembros se dividen en grupos para cantar karaoke, y usan la comida que ganaron para la barbacoa.                                                                                  |                                                                           |         |                                                                                                |                         |
| 29 | «A Billboard Hot 100 Promise: Be Each Other's Stylist»                    | Suga    | ninguno                                                                                        | 28 de noviembre de 2017 |
| Los miembros tienen un desfile de modas, donde cada uno escoge ropa de sus clósets personales para que otro lo use en la pasarela.                                                               |                                                                           |         |                                                                                                |                         |
| 30 | «The Variety Show of Memories»                                            | Suga    | Equipo Glasses (RM, J-Hope, Jungkook & V) Equipo Kim Seok-jin (Jin, J-Hope, & Jimin)           | 05 de diciembre de 2017 |
| (Parte 1) Los miembros participan en juegos populares de programas de variedades de Corea. |                                                                           |         |                                                                                                |                         |
| 31 | «The Variety Show of Memories»                                            | Suga    | Equipo Glasses (RM, J-Hope, Jungkook & V) Equipo Kim Seok-jin (Jin, J-Hope, & Jimin)           | 12 de diciembre de 2017 |
| (Parte 2) Los miembros participan en juegos populares de programas de variedades de Corea. |                                                                           |         |                                                                                                |                         |
| 32 | «Take Care of Santa»                                                      | ninguno | ninguno                                                                                        | 23 de diciembre de 2017 |
| BTS hace un especial de Navidad y completa varias misiones. |                                                                           |         |                                                                                                |                         |
| 33 | «BTS and Manito»                                                          | ninguno | ninguno                                                                                        | 28 de diciembre de 2017 |
| (Parte 1) Cada miembro de BTS tiene un Manito y una misión que debe completar en secreto mientras completan otros desafíos.                                                                      |                                                                           |         |                                                                                                |                         |
| 34 | «BTS and Manito»                                                          | ninguno | ninguno                                                                                        | 02 de enero de 2018     |
| (Parte 2) Cada miembro de BTS tiene un Manito y una misión que debe completar en secreto mientras completan otros desafíos.                                                                      |                                                                           |         |                                                                                                |                         |
| 35 | «Kimchi Battle»                                                           | ninguno | RM, Jin, & V Suga & Jimin J-Hope & Jungkook                                                    | 09 de enero de 2018     |
| BTS se divide en equipos y compite para hacer el mejor kimchi usando recetas de diferentes lugares de Corea.                                                                                     |                                                                           |         |                                                                                                |                         |
| 36 | «Kimchi Wars»                                                             | ninguno | Dance Line (J-Hope, Jimin, & Jungkook) Vocal Line (RM, Jin, Suga, & V)                         | 16 de enero de 2018     |
| BTS debe usar el kimchi que preparó para hacer un nuevo plato. |                                                                           |         |                                                                                                |                         |
| 37 | «BTS Marble Returns»                                                      | ninguno | ninguno                                                                                        | 23 de enero de 2018     |
| Los miembros juegan BTS Marble, el juego de mesa del episodio 27. Jin gana. RM y V tienen que escalar la montaña Achasan.                                                                        |                                                                           |         |                                                                                                |                         |
| 38 | «Spin BTS»                                                                | ninguno | Golden Youngest (Jin & Jimin) Cherry RM (J-Hope & Jungkook) Happy Evangelist (RM, Suga, & V)   | 30 de enero de 2018     |
| Los miembros participan en un juego de la soga. Tienen que empujar a otros dos miembros para poder completar un acertijo.                                                                        |                                                                           |         |                                                                                                |                         |
| 39 | «BTS Golden Bell»                                                         | Jin     | RM, V, & Jungkook Suga, J-Hope, & Jimin                                                        | 06 de febrero de 2018   |
| (Parte 1) BTS participa en varios juegos. |                                                                           |         |                                                                                                |                         |
| 40 | «Lunar New Year Special: Only Good Things»                                | ninguno | Jin, Suga, & V RM, J-Hope, Jimin, & Jungkook                                                   | 13 de febrero de 2018   |
| BTS participa en una serie de juegos del Año nuevo coreano. |                                                                           |         |                                                                                                |                         |
| 41 | «BTS Golden Bell»                                                         | Jin     | RM, V, & Jungkook Suga, J-Hope, & Jimin                                                        | 20 de febrero de 2018   |
| (Parte 2) Los miembros participan en varios juegos y Suga cumple con su castigo de escribir el reporte de un libro.                                                                              |                                                                           |         |                                                                                                |                         |
| 42 | «Sports Challenge»                                                        | ninguno | ninguno                                                                                        | 27 de febrero de 2018   |
| Los miembros compiten individualmente en una carrera de obstáculos. |                                                                           |         |                                                                                                |                         |
| 43 | «Satisfaction of the Five Senses»                                         | ninguno | ninguno                                                                                        | 06 de marzo de 2018     |
| (Parte 1) Los miembros participan en juegos en los que ponen a prueba sus sentidos y Suga realiza su castigo del episodio 41.                                                                    |                                                                           |         |                                                                                                |                         |
| 44 | «Satisfaction of the Five Senses»                                         | ninguno | ninguno                                                                                        | 13 de marzo de 2018     |
| (Parte 2) Los miembros participan en juegos en los que ponen a prueba sus sentidos. RM y V realizan sus castigos de los episodios 37 y 38.                                                       |                                                                           |         |                                                                                                |                         |
| 45 | «BTS Café»                                                                | ninguno | ninguno                                                                                        | 20 de marzo de 2018     |
| BTS compite para hacer el mejor café. |                                                                           |         |                                                                                                |                         |
| 46 | «BTS Workshop»                                                            | ninguno | ninguno                                                                                        | 27 de marzo de 2018     |
| BTS aprende a hacer cerámica. |                                                                           |         |                                                                                                |                         |
| 47 | «Protect the BTS Village»                                                 | ninguno | Inocentes (Jungkook, RM, Jin & J-Hope) Ladrones (Jimin, Suga & V)                              | 03 de abril de 2018     |
| (Parte 1) Los miembros están en BTS Village con el objetivo de proteger la ciudad de los ladrones escondidos entre ellos.                                                                        |                                                                           |         |                                                                                                |                         |
| 48 | «Protect the BTS Village»                                                 | ninguno | Inocentes (Jungkook, RM, Jin & J-Hope) Ladrones (Jimin, Suga & V)                              | 10 de abril de 2018     |
| (Parte 2) Los miembros están en BTS Village con el objetivo de proteger la ciudad de los ladrones escondidos entre ellos.                                                                        |                                                                           |         |                                                                                                |                         |
| 49 | «Run BTS 50th Episode Eve Event Pt. 1»                                    | Suga    | ninguno                                                                                        | 10 de abril de 2018     |
| BTS celebra el episodio 50 de Run BTS! repasando sus momentos más populares del programa. Posteriormente reciben premios.                                                                        |                                                                           |         |                                                                                                |                         |
| 50 | «Run BTS 50th Episode Eve Event, Pt. 2 & The 50th Episode Special, Pt. 1» | Suga    | Ranas (V & Jungkook) Conejos (Jin & Jimin) Perros (RM, Suga, & J-Hope)                         | 24 de abril de 2018     |
| BTS celebra el episodio 50 de Run BTS!. Los miembros cumplen con misiones en un parque de diversiones.                                                                                           |                                                                           |         |                                                                                                |                         |
| 51 | «The 50th Episode Special, Pt. 2»                                         | Suga    | Ranas (V & Jungkook) Conejos (Jin & Jimin) Perros (RM, Suga, & J-Hope)                         | 01 de mayo de 2018      |
| BTS celebra el episodio 50 de Run BTS!. Los miembros cumplen con misiones en un parque de diversiones.                                                                                           |                                                                           |         |                                                                                                |                         |
| 52 | «BTS Escape»                                                              | ninguno | Equipo de Jin (Jin, Suga, & V) Equipo de Jimin (RM, J-Hope, Jimin, & Jungkook)                 | 26 de mayo de 2018      |
| BTS se divide en grupos para salir de una sala de escapa. |                                                                           |         |                                                                                                |                         |
| 53 | «BTS Picnic»                                                              | ninguno | ninguno                                                                                        | 03 de junio de 2018     |
| (Parte 1) Los miembros van a un viaje y compran comida. |                                                                           |         |                                                                                                |                         |
| 54 | «BTS Picnic»                                                              | ninguno | RM, Suga, J-Hope, & Jimin Jin, V, & Jungkook                                                   | 10 de junio de 2018     |
| (Parte 2) Los miembros van a un viaje y compiten para participar en juegos. |                                                                           |         |                                                                                                |                         |
| 55 | «BTS Picnic»                                                              | ninguno | ninguno                                                                                        | 17 de junio de 2018     |
| (Parte 3) Los miembros van a un viaje y participan en juegos de mesa. |                                                                           |         |                                                                                                |                         |
| 56 | «BTS Picnic»                                                              | ninguno | ninguno                                                                                        | 24 de junio de 2018     |
| (Parte 4) Los miembros van a un viaje y toman turnos para leer un poema que escribieron para otros.                                                                                              |                                                                           |         |                                                                                                |                         |

### Temporada 3 (2019-21)
| N.º | Título                           | MC            | Equipos                                                                                                 | Fecha de emisión original |
| --- | -------------------------------- | ------------- | --- | ------------------------- |
| 57 | «BTS Chef»                       | ninguno       | Ref (RM, Suga, J-Hope) Boxeo (Jin & Jungkook) 95's (Jimin & V)                                          | 24 de junio de 2018       |
| (Parte 1) BTS se divide en grupos para cocinar comida italiana. |                                  |               | |                           |
| 58 | «BTS Chef»                       | ninguno       | Ref (RM, Suga, J-Hope) Boxeo (Jin & Jungkook) 95's (Jimin & V)                                          | 08 de enero de 2019       |
| (Parte 2) BTS termina su platos de comida italiana, que son juzgados por un chef profesional. |                                  |               | |                           |
| 59 | «Run BTS in Hotel»               | ninguno       | Equipo Kim Seok-jin (Suga, J-Hope, & Jungkook) Equipo Bba (RM & Jin) Equipo Jji (Jimin & V)             | 08 de enero de 2019       |
| (Parte 1) Los miembros se dividen en equipos en un hotel y participan en juegos sobre sus canciones. |                                  |               | |                           |
| 60 | «Run BTS in Hotel»               | ninguno       | Equipo Kim Seok-jin (Suga, J-Hope, & Jungkook) Equipo Bba (RM & Jin) Equipo Jji (Jimin & V)             | 22 de enero de 2019       |
| (Parte 2) BTS continúa jugando en el hotel. |                                  |               | |                           |
| 61 | «BTS Sauna»                      | ninguno       | Equipo A (RM, J-Hope, V & Jungkook) Equipo Kim Seok-jin (Jin, Suga & Jimin)                             | 29 de enero de 2019       |
| (Parte 1) BTS participa en juegos en un sauna. |                                  |               | |                           |
| 62 | «BTS Sauna»                      | ninguno       | Equipo A (RM, J-Hope, V & Jungkook) Equipo Kim Seok-jin (Jin, Suga & Jimin)                             | 05 de febrero de 2019     |
| (Parte 2) BTS participa en juegos en un sauna. |                                  |               | |                           |
| 63 | «BTS School»                     | Suga          | Equipo Kim Seok-jin (RM, Jin, & V) Equipo Jeon Jungkook (J-Hope, Jimin, & Jungkook)                     | 12 de febrero de 2019     |
| (Parte 1) BTS está en una clase y escoge al presidente de la misma. |                                  |               | |                           |
| 64 | «BTS School»                     | Suga          | Equipo Kim Seok-jin (RM, Jin, & V) Equipo Jeon Jungkook (J-Hope, Jimin, & Jungkook)                     | 19 de febrero de 2019     |
| (Parte 2) BTS está en clases de música y gimnasia. |                                  |               | |                           |
| 65 | «BTS School»                     | Suga          | Equipo Kim Seok-jin (RM, Jin, & V) Equipo Jeon Jungkook (J-Hope, Jimin, & Jungkook)                     | 26 de febrero de 2019     |
| (Parte 3) BTS tiene un debate durante la clase de coreano. |                                  |               | |                           |
| 66 | «BTS in a Comic Book Café»       | ninguno       | ninguno                                                                                                 | 05 de marzo de 2019       |
| (Parte 1) BTS participa en juegos sobre cómics. |                                  |               | |                           |
| 67 | «BTS in a Comic Book Café»       | ninguno       | ninguno                                                                                                 | 12 de marzo de 2019       |
| (Parte 2) BTS participa en juegos sobre cómics. |                                  |               | |                           |
| 68 | «Heart Pang»                     | ninguno       | Equipo Seok-jin (RM, Jin, & Jungkook) Jimin & V Suga & J-Hope                                           | 19 de marzo de 2019       |
| BTS juega Heart Pang (un juego de mesa) en un hotel. |                                  |               | |                           |
| 69 | «BTS in Toronto»                 | ninguno       | ninguno                                                                                                 | 30 de abril de 2019       |
| (Parte 1) BTS visita las Cataratas del Niágara en Ontario, Canadá y cumple con misiones en ese lugar. Después hace una parada para comer en un restaurante BBQ coreano antes de irse de compras por ingredientes para cocinar su cena. |                                  |               | |                           |
| 70 | «BTS in Toronto»                 | ninguno       | ninguno                                                                                                 | 07 de mayo de 2019        |
| (Parte 2) Los miembros compran ropa más abrigada y se van a una casa alquilada. Una vez ahí, escogen las habitaciones en las que dormirán. |                                  |               | |                           |
| 71 | «BTS in Toronto»                 | ninguno       | ninguno                                                                                                 | 14 de mayo de 2019        |
| (Parte 3) BTS continúa cumpliendo misiones. Los chicos se relajan en las costas del Lago Ontario. |                                  |               | |                           |
| 72 | «BTS and Mafia»                  | ninguno       | Bromistas (RM, Jin, Suga, Jimin, V & Jungkook) X-Man (J-Hope)                                           | 21 de mayo de 2019        |
| El equipo de bromistas tienen misiones secretas para hacer bromas a J-Hope en un juego de cámara secreta de Mafia, mientras que el X-Man tiene que dejar que su equipo pierda en todos los juegos. |                                  |               | |                           |
| 73 | «Run BTS Drama»                  | ninguno       | ninguno                                                                                                 | 28 de mayo de 2019        |
| (Parte 1) BTS pone a prueba sus habilidades de actuación al interpretar líneas de dramas de televisión famosos (RM: Fight for My Way, Jin: Lovers in Paris, Suga: Boys Over Flowers, J-Hope: Deep Rooted Tree, Jimin: Goblin, V: Moon Embracing the Sun, Jungkook: Kill Me, Heal Me) antes de actuar en su propio filme corto. |                                  |               | |                           |
| 74 | «Run BTS Drama»                  | ninguno       | ninguno                                                                                                 | 04 de junio de 2019       |
| (Parte 2) BTS graba las escenas de su filme corto; los miembros debían terminar en 2 horas si no querían que se revelaran los bloopers. |                                  |               | |                           |
| 75 | «Run BTS Drama»                  | ninguno       | ninguno                                                                                                 | 11 de junio de 2019       |
| (Parte 3) BTS continúa grabando, aún con la presión del tiempo límite. |                                  |               | |                           |
| 76 | «Run BTS Drama»                  | ninguno       | ninguno                                                                                                 | 18 de junio de 2019       |
| (Parte 4) BTS graba las últimas escenas y presenta el resultado final a los espectadores, un filme corto titulado Dalbang Dorm (달방하숙, RR: Dalbanghasuk). |                                  |               | |                           |
| 77 | «Food Guest»                     | Jin           | Equipo Kim Seok-jin (J-Hope, Jimin, & V) Equipo Seok-jin Kim (RM, Suga, & Jungkook)                     | 25 de junio de 2019       |
| (Parte 1) BTS juega varias rondas en las que deben adivinar comida, en cada ronda el equipo ganador recibe 2 platos de comida mientras que el equipo perdedor debe cumplir un castigo. |                                  |               | |                           |
| 78 | «Food Guest»                     | Jin           | Equipo Kim Seok-jin (J-Hope, Jimin, & V) Equipo Seok-jin Kim (RM, Suga, & Jungkook)                     | 02 de julio de 2019       |
| (Parte 2) BTS juega las últimas tres rondas del juego. El equipo Seok-jin Kim gana. |                                  |               | |                           |
| 79 | «Operation 007»                  | ninguno       | Arriba (Suga, Jimin, & V) Abajo (Jin, RM, J-Hope, & Jungkook)                                           | 09 de julio de 2019       |
| (Parte 1) BTS debe obtener la mayor cantidad de stickers en forma de corazón y para ello debe encontrar cartas e intercambiarlas con el Game Man. |                                  |               | |                           |
| 80 | «Operation 007»                  | ninguno       | Arriba (Suga, Jimin, & V) Abajo (Jin, RM, J-Hope, & Jungkook)                                           | 16 de julio de 2019       |
| (Parte 2) BTS debe obtener la mayor cantidad de stickers en forma de corazón y para ello debe encontrar cartas e intercambiarlas con el Game Man. Jin gana y recibe varias tarjetas de regalo de Lotte Dutty Free, con un valor de 1.4 millones de won. |                                  |               | |                           |
| 81 | «BTS VR»                         | ninguno       | Equipo V (Jimin, V & Jungkook) Equipo R (Jin, Suga, J-hope & RM)                                        | 23 de julio de 2019       |
| (Parte 1) BTS juega cuatro rodas de juegos de realidad virtual. Al terminar, el equipo con los puntajes más bajos recibe un castigo misterioso. |                                  |               | |                           |
| 82 | «BTS VR»                         | ninguno       | Equipo V (Jimin, V & Jungkook) Equipo R (Jin, Suga, J-hope & RM)                                        | 30 de julio de 2019       |
| (Parte 2) BTS continúa jugando los juegos de realidad virtual. El equipo V gana. Suga y Jin tienen que jugar un juego de terror de VR como castigo. |                                  |               | |                           |
| 83 | «Summer Outing»                  | ninguno       | Equipo Muscat (Suga, Jimin, V & Jungkook) Equipo Fresh (Jin, J-hope & RM)                               | 06 de agosto de 2019      |
| (Parte 1) BTS juega varias rondas de water polo y realiza un juego en el agua mientras intenta contestar preguntas. El equipo Fresh gana ambos juegos. |                                  |               | |                           |
| 84 | «Summer Outing»                  | ninguno       | Equipo Muscat (Suga, Jimin, V & Jungkook) Equipo Fresh (Jin, J-hope & RM)                               | 13 de agosto de 2019      |
| (Parte 2) BTS continúa participando en juegos en el agua. Jungkook se va al equipo Fresh puesto que J-hope sintiera náuseas tras el segundo juego. El equipo Muscat gana el primer juego, no hay ganador en el segundo, y el equipo Fresh gana el tercer juego. |                                  |               | |                           |
| 85 | «Summer Outing»                  | ninguno       | Cazador (Jin, Suga, Jimin, RM & V ) Defensor (Jungkook)                                                 | 20 de agosto de 2019      |
| (Parte 3) Los miembros participan en un juego adicional («Vencer a Jungkook»), conducen un bote, y juegan Manito mientras se relajan y cenan. |                                  |               | |                           |
| 86 | «Hangul Day Special»             | ninguno       | ninguno                                                                                                 | 08 de octubre de 2019     |
| (Parte 1) BTS participa en quizzes sobre palabras y frases tradicionales de Corea para celebrar el Día del Hangul. |                                  |               | |                           |
| 87 | «Hangul Day Special»             | ninguno       | ninguno                                                                                                 | 15 de octubre de 2019     |
| (Parte 2) BTS juega al escondite; cada miembro tiene que ocultar su identidad para pegar stickers en el miembro que le fue asignado, para conseguir los stickers debe recolectar letras y formar palabras para intercambiarlas por stickers. |                                  |               | |                           |
| 88 | «Hangul Day Special»             | ninguno       | ninguno                                                                                                 | 22 de octubre de 2019     |
| (Parte 3) BTS juega al escondite; cada miembro tiene que ocultar su identidad para pegar stickers en el miembro que le fue asignado, para conseguir los stickers debe recolectar letras y formar palabras para intercambiarlas por stickers. V gana y recibe un scooter como premio. |                                  |               | |                           |
| 89 | «BTS Gayo Returns»               | ninguno       | Equipo Kim Seok-jin (Jin, Suga & V ) Equipo J-Hope (J-hope, RM, Jimin & Jungkook)                       | 05 de noviembre de 2019   |
| (Parte 1) BTS juega Gayo. El equipo J-Hope gana las primeras dos rondas de Gayo. |                                  |               | |                           |
| 90 | «BTS Gayo Returns»               | ninguno       | Equipo Kim Seok-jin (Jin, Suga & V ) Equipo J-Hope (J-hope, RM, Jimin & Jungkook)                       | 12 de noviembre de 2019   |
| (Parte 2) BTS continúa jugando Gayo. El equipo J-Hope gana. |                                  |               | |                           |
| 91 | «Mini Golden Bell»               | V             | ninguno                                                                                                 | 14 de enero de 2020       |
| (Parte 1) BTS compite en el Mini Golden Bell, que consiste en tres juegos. Jin y Jimin ganan el primer juego. |                                  |               | |                           |
| 92 | «Mini Golden Bell»               | V             | ninguno                                                                                                 | 21 de enero de 2020       |
| (Parte 2) BTS continúa jugando Mini Golden Bell. Jungkook gana. J-hope queda en la última posición y recibe un castigo. Como privilegio por ser el MC de Mini Golden Bell, V puede elegir a un miembro para cumplir un castigo, cuando lo tenga en el futuro. |                                  |               | |                           |
| 93 | «BTS Marble»                     | ninguno       | Equipo Amarillo (Suga, J-hope, Jimin & V ) Equipo Azul (Jin, RM & Jungkook)                             | 28 de enero de 2020       |
| (Parte 1) BTS juega el juego de mesa BTS Marble. |                                  |               | |                           |
| 94 | «BTS Marble»                     | ninguno       | Equipo Amarillo (Suga, J-hope, Jimin & V ) Equipo Azul (Jin, RM & Jungkook)                             | 04 de febrero de 2020     |
| (Parte 2) BTS juega el juego de mesa BTS Marble. J-hope, Jin y Suga cumplen con su castigo de usar diademas de girasol cuando BTS regrese a Corea. El equipo azul gana. |                                  |               | |                           |
| 95 | «Let's Play With BTS»            | Jin           | ninguno                                                                                                 | 10 de marzo de 2020       |
| (Parte 1) Los miembros participan en juegos clásicos de su niñez. |                                  |               | |                           |
| 96 | «Let's Play With BTS»            | Jin           | ninguno                                                                                                 | 17 de marzo de 2020       |
| (Parte 2) Los miembros participan en juegos clásicos de su niñez. Jimin gana. |                                  |               | |                           |
| 97 | «Pajama Party»                   | ninguno       | ninguno                                                                                                 | 24 de marzo de 2020       |
| (Parte 1) Los miembros participan en juegos en una fiesta de pijamas. |                                  |               | |                           |
| 98 | «Pajama Party»                   | ninguno       | ninguno                                                                                                 | 31 de marzo de 2020       |
| (Parte 2) Los miembros participan en juegos en una fiesta de pijamas. Jin gana. RM, quien quedó al último, tiene que cumplir un castigo con Jimin. |                                  |               | |                           |
| 99 | «Florists»                       | ninguno       | Bubble Bowl (Jimin) Bouquet (J-hope & Jungkook) Corona de flores (RM & Jin) Guirnalda (Suga & V)        | 07 de abril de 2020       |
| Los miembros se introducen en la floristería. Un florista invitado revela la flor de nacimiento de cada miembro y les enseña cómo hacer boutonnières. BTS forma equipos de acuerdo a cuatro arreglos de flores que harán. |                                  |               | |                           |
| 100 | «100th Episode Special»          | ninguno       | Equipo Baek-jin (J-hope, RM, & Suga) Equipo Seok-baek (Jungkook, Jimin, V, & Jin)                       | 14 de abril de 2020       |
| (Parte 1) Para celebrar el episodio 100 del programa, los miembros de BTS participan en versiones mejoradas de juegos realizados en episodios previos. Los miembros realizan un quiz sobre episodios anteriores de Run BTS para determinar quién podrá escoger a los integrantes de su equipo. |                                  |               | |                           |
| 101 | «100th Episode Special»          | ninguno       | Equipo Baek-jin (J-hope, RM, & Suga) Equipo Seok-baek (Jungkook, Jimin, V, & Jin)                       | 21 de abril de 2020       |
| (Parte 2) Para celebrar el episodio 100 del programa, los miembros de BTS participan en versiones mejoradas de juegos realizados en episodios previos. |                                  |               | |                           |
| 102 | «King of Avatar Cook»            | J-Hope        | Equipo Kim Seok-jin (Suga, RM & Jimin) Equipo Kim Seok-yi-gin (Jin, V & Jungkook)                       | 28 de abril de 2020       |
| (Parte 1) Los miembros de BTS en cada equipo cocinan el platillo que se les asignó y para ello siguen las instrucciones de los líderes de sus equipos respectivos, Jin y Suga. |                                  |               | |                           |
| 103 | «King of Avatar Cook»            | J-Hope        | Equipo Kim Seok-jin (Suga, RM & Jimin) Equipo Kim Seok-yi-gin (Jin, V & Jungkook)                       | 05 de mayo de 2020        |
| (Parte 2) Los miembros de BTS en cada equipo cocinan el platillo que se les asignó y para ello siguen las instrucciones de los líderes de sus equipos respectivos, Jin y Suga. El equipo Kim Seok-yi-gin gana. |                                  |               | |                           |
| 104 | «Photo Exhibition»               | ninguno       | ninguno                                                                                                 | 16 de junio de 2020       |
| (Parte 1) Cada uno de los miembros de BTS escoge ropa para rehacerla en un nuevo atuendo y se realiza un sorteo para decidir quién lo usará. También arreglan ellos mismos su cabello y su maquillaje, además de tomarse fotos individuales, en unidades y grupales. Al final, votan por la mejor foto y el ganador recibe un premio. |                                  |               | |                           |
| 105 | «Photo Exhibition»               | ninguno       | ninguno                                                                                                 | 23 de junio de 2020       |
| (Parte 2) Los miembros de BTS terminan de confeccionar sus atuendos. Cada uno usa uno de los atuendos para modelar en una sesión fotográfica individual en base a un tema asignado. Mientras tanto, a otros integrantes se les da otros roles (1 fotógrafo, 1 asistente, 1 maquillador y estilista y 3 encargados de seleccionar o monitorear las fotos). |                                  |               | |                           |
| 106 | «Photo Exhibition»               | ninguno       | ninguno                                                                                                 | 30 de junio de 2020       |
| (Parte 3) |                                  |               | |                           |
| 107 | «BTS Game Scouts»                | ninguno       | ninguno                                                                                                 | 07 de julio de 2020       |
| (Parte 1) |                                  |               | |                           |
| 108 | «BTS Game Scouts»                | ninguno       | ninguno                                                                                                 | 14 de julio de 2020       |
| (Parte 2) |                                  |               | |                           |
| 109 | «Dubbing»                        | ninguno       | ninguno                                                                                                 | 21 de julio de 2020       |
| Los miembros de BTS hacen el doblaje de pequeñas escenas de películas de Disney, incluyendo El Rey León, Toy Story y Zootopia, bajo la supervisión del actor de voz Ahn Ji-hwan en un estudio de grabación. |                                  |               | |                           |
| 110 | «Treasure hunt»                  | ninguno       | ninguno                                                                                                 | 28 de julio de 2020       |
| (Parte 1) |                                  |               | |                           |
| 111 | «Treasure hunt»                  | ninguno       | ninguno                                                                                                 | 04 de agosto de 2020      |
| (Parte 2) |                                  |               | |                           |
| Especial | «Dubbing Director's Cut»         | ninguno       | ninguno                                                                                                 | 11 de agosto de 2020      |
| Una continuación del episodio 109. Los miembros de BTS hacen el doblaje del cortometraje Dalbang Dorm, que se creó en los episodios 72-76. |                                  |               | |                           |
| 112 | «Dalbang School»                 | Jin           | Equipo V (RM & J-hope) Equipo Oso (V & Suga) Equipo Hyuk (Jungkook & Jimin)                             | 20 de octubre de 2020     |
| (Parte 1) Los miembros de BTS juegan en equipos para aprobar diferentes asignaturas escolares. Compiten en clases de Coreano y Arte. |                                  |               | |                           |
| 113 | «Dalbang School»                 | Jin           | Equipo V (RM & J-hope) Equipo Oso (V & Suga) Equipo Hyuk (Jungkook & Jimin)                             | 27 de octubre de 2020     |
| (Parte 2) Los miembros de BTS juegan en equipos para aprobar diferentes asignaturas escolares. Compiten en clases de Música, Chino y Educación Física. El equipo V gana. El equipo Hyuk tiene que usar una camiseta hecha por el personal del programa. Como privilegio por ser el presentador, a Jin se le otorga la opción de llevar a otro miembro con él cuando reciba un castigo en el futuro. |                                  |               | |                           |
| 114 | «League of Number One»           | ninguno       | Equipo A (RM, Suga, Jimin, Teddy, Faker & Cuzz) Equipo B (Jungkook, Jin, J-hope, V, Effort & Canna)     | 3 de noviembre de 2020    |
| (Parte 1) Los miembros de BTS y de T1 participan en varios juegos. |                                  |               | |                           |
| 115 | «League of Number One»           | ninguno       | Equipo A (RM, Suga, Jimin, Teddy, Faker & Cuzz) Equipo B (Jungkook, Jin, J-hope, V, Effort & Canna)     | 10 de noviembre de 2020   |
| (Parte 2) Los miembros de BTS y de T1 compiten en varios videojuegos, entre ellos Gang Beasts y Fall Guys, en una arena de esports. Ambos equipos empatan. |                                  |               | |                           |
| 116 | «Teambuilding Special»           | ninguno       | ninguno                                                                                                 | 17 de noviembre de 2020   |
| (Parte 1) |                                  |               | |                           |
| 117 | «Teambuilding Special»           | ninguno       | ninguno                                                                                                 | 24 de noviembre de 2020   |
| (Parte 2) |                                  |               | |                           |
| 118 | «Photo Story»                    | ninguno       | ninguno                                                                                                 | 1 de diciembre de 2020    |
| (Parte 1) |                                  |               | |                           |
| 119 | «Photo Story»                    | ninguno       | ninguno                                                                                                 | 8 de diciembre de 2020    |
| (Parte 2) |                                  |               | |                           |
| 120 | «Reply BTS Village»              | ninguno       | Detective (Jin) Inocentes (Suga, J-Hope, Jimin & Jungkook) Culpables (RM & V)                           | 15 de diciembre de 2020   |
| (Parte 1) |                                  |               | |                           |
| 121 | «Reply BTS Village»              | ninguno       | Detective (Jin) Inocentes (Suga, J-Hope, Jimin & Jungkook) Culpables (RM & V)                           | 22 de diciembre de 2020   |
| (Parte 2) |                                  |               | |                           |
| 122 | «Reverse Avatar Cook»            | RM            | Avatar Cooks (Jin & Suga) Equipo 1 (J-Hope & V) Equipo 2 (Jimin & Jungkook)                             | 29 de diciembre de 2020   |
| (Parte 1) |                                  |               | |                           |
| 123 | «Reverse Avatar Cook»            | RM            | Avatar Cooks (Jin & Suga) Equipo 1 (J-Hope & V) Equipo 2 (Jimin & Jungkook)                             | 5 de enero de 2021        |
| (Parte 2) |                                  |               | |                           |
| 124 | «Producer Special»               | ninguno       | ninguno                                                                                                 | 12 de enero de 2021       |
| 125 | «K-HAM Special»                  | ninguno       | Equipo 1 (Jin, Jimin & V) Equipo 2 (RM, J-Hope & Jungkook)                                              | 19 de enero de 2021       |
| El chef surcoreano Baek Jong-won se une al programa como instructor invitado y juez. El episodio es una colaboración entre Baek y BTS para promocionar la carne de cerdo coreana. Los miembros se dividen en 2 grupos de tres personas y preparan sus platos usando «k-ham» (carne de cerdo enlatada). Cada uno de los integrantes del equipo ganador recibirá un cuchillo especial con el nombre de Baek grabado. El Equipo 1 cocina estofado de papas. El equipo 2 hace ramen, cerdo y arroz. Al final del episodio, Baek anuncia que los 2 equipos hicieron bien sus platos así que ambos ganaron, también revela que trajo cuchillos para todos los miembros. |                                  |               | |                           |
| 126 | «777 Lucky Seven»                | ninguno       | ninguno                                                                                                 | 26 de enero de 2021       |
| (Parte 1) |                                  |               | |                           |
| 127 | «777 Lucky Seven»                | ninguno       | ninguno                                                                                                 | 2 de febrero de 2021      |
| (Parte 2) |                                  |               | |                           |
| 128 | «Hello 2021»                     | ninguno       | ninguno                                                                                                 | 9 de febrero de 2021      |
| BTS participa en tres juegos. El grupo será penalizado de acuerdo a qué tan bien o qué tan mal se desenvuelvan los integrantes. |                                  |               | |                           |
| 129 | «Tennis»                         | ninguno       | (Suga, Jin & Jungkook) (Jimin, V, J-Hope & RM)                                                          | 16 de febrero de 2021     |
| (Parte 1) BTS empieza su proyecto a largo plazo, tenis. |                                  |               | |                           |
| 130 | «Tennis»                         | ninguno       | ninguno                                                                                                 | 23 de febrero de 2021     |
| (Parte 2) |                                  |               | |                           |
| 131 | «77 Minute Debate»               | ninguno       | ninguno                                                                                                 | 2 de marzo de 2021        |
| (Parte 1) |                                  |               | |                           |
| 132 | «77 Minute Debate»               | ninguno       | ninguno                                                                                                 | 9 de marzo de 2021        |
| (Parte 2) |                                  |               | |                           |
| 133 | «Workshop Special»               | ninguno       | ninguno                                                                                                 | 16 de marzo de 2021       |
| (Parte 1) BTS participa en tre programas: el rey de la búsqueda, adivina el baile y proteger mis pertenencias. RM, Jin y Jimin obtienen beneficios por ganar el reto de calentamiento, mientras que Jungkook recibe una desventaja (un teclado gigante para el primer reto). Jimin toma la delantera en el reto del rey de la búsqueda con 6 puntos, seguido por RM con 5 puntos, Jungkook con 4 puntos, Jin con 2 puntos y J-Hope y V con 1 punto cada uno. Con esos puntos pueden ordenar snacks. |                                  |               | |                           |
| 134 | «Workshop Special»               | ninguno       | ninguno                                                                                                 | 23 de marzo de 2021       |
| (Parte 2) BTS participa en tres programas: el rey de la búsqueda, adivina el baile y proteger mis pertenencias. |                                  |               | |                           |
| 135 | «Workshop Special»               | ninguno       | ninguno                                                                                                 | 30 de marzo de 2021       |
| (Parte 3) BTS participa en tres programas: el rey de la búsqueda, adivina el baile y proteger mis pertenencias. |                                  |               | |                           |
| 136 | «Entertainment Quiz Show»        | ninguno       | Equipo Jimin y Jungkook (Jimin & Jungkook) 1, 2, 3, Fighting (RM & V) J-Hope awesome Jin (Jin & J-Hope) | 6 de abril de 2021        |
| (Parte 1) BTS juegan en equipos respondiendo preguntas, cada pregunta tiene diferente puntuación. Los miembros conseguirán premios con sus puntos acumulados. |                                  |               | |                           |
| 137 | «Entertainment Quiz Show»        | ninguno       | Equipo Jimin y Jungkook (Jimin & Jungkook) 1, 2, 3, Fighting (RM & V) J-Hope awesome Jin (Jin & J-Hope) | 13 de abril de 2021       |
| (Parte 2) |                                  |               | |                           |
| 138 | «BTS Table Tennis Class»         | ninguno       | ninguno                                                                                                 | 20 de abril de 2021       |
| (Parte 1) |                                  |               | |                           |
| 139 | «BTS Table Tennis Class»         | ninguno       | ninguno                                                                                                 | 27 de abril de 2021       |
| (Parte 2) |                                  |               | |                           |
| 140 | «BTS Collaboration Variety Show» | Na Young-seok | ninguno                                                                                                 | 4 de mayo de 2021         |
| (Parte 1) |                                  |               | |                           |
| 141 | «BTS Collaboration Variety Show» | Na Young-seok | ninguno                                                                                                 | 11 de mayo de 2021        |
| (Parte 2) |                                  |               | |                           |
| 142 | «Perfect Pairings»               | Baek Jong-won | J-Hope, RM & Jimin V, Jin & Jungkook                                                                    | 15 de junio de 2021       |
| 143 | «BTS Books»                      | ninguno       | V & J-Hope Jungkook & Jin Jimin & RM                                                                    | 22 de junio de 2021       |
| 144 | «RUN BTS Gayo»                   | ninguno       | ninguno                                                                                                 | 29 de junio de 2021       |
| 145 | «BTS Village: Joseon Dynasty»    | ninguno       | Ladrones Ciudadanos                                                                                     | 3 de agosto de 2021       |
| (Parte 1) |                                  |               | |                           |
| 146 | «BTS Village: Joseon Dynasty»    | ninguno       | Ladrones Ciudadanos                                                                                     | 10 de agosto de 2021      |
| (Parte 2) |                                  |               | |                           |
| 147 | «BTS Village: Joseon Dynasty»    | ninguno       | Ladrones (Jin & Suga) Ciudadanos (J-Hope, RM, Jimin, Taehyung & Jungkook)                               | 17 de agosto de 2021      |
| (Parte 3) |                                  |               | |                           |
| 148 | «Bangtan Interior Design»        | ninguno       | Equipo Jin (Jin, J-Hope, RM & V) Equipo Suga (Suga, Jungkook & Jimin)                                   | 24 de agosto de 2021      |
| (Parte 1) |                                  |               | |                           |
| 149 | «Bangtan Interior Design»        | ninguno       | Equipo Jin (Jin, J-Hope, RM & V) Equipo Suga (Suga, Jungkook & Jimin)                                   | 31 de agosto de 2021      |
| (Parte 2) |                                  |               | |                           |
| 150 | «War of Money Staycation»        | ninguno       | ninguno                                                                                                 | 7 de septiembre de 2021   |
| (Parte 1) |                                  |               | |                           |
| 151 | «War of Money Staycation»        | ninguno       | ninguno                                                                                                 | 14 de septiembre de 2021  |
| (Parte 2) |                                  |               | |                           |
| 152 | «Throwback Songs»                | ninguno       | ninguno                                                                                                 | 21 de septiembre de 2021  |
| (Parte 1) |                                  |               | |                           |
| 153 | «Throwback Songs»                | ninguno       | ninguno                                                                                                 | 21 de septiembre de 2021  |
| (Parte 2) |                                  |               | |                           |
| 154 | «Final»                          | ninguno       | ninguno                                                                                                 | 21 de octubre de 2021     |
| (Parte 1) |                                  |               | |                           |
| 155 | «Final»                          | ninguno       | ninguno                                                                                                 | 21 de octubre de 2021     |
| (Parte 2) |                                  |               | |                           |

### Especiales (2022-23)
| N.º       | Título              | MC      | Equipos | Fecha de emisión original |
| --------- | ------------------- | ------- | ------- | ------------------------- |
| Especial  | «Thelepathy»        | ninguno | ninguno | 2022                      |
| (Parte 1) |                     |         |         |                           |
| Especial  | «Thelepathy»        | ninguno | ninguno | 2022                      |
| (Parte 2) |                     |         |         |                           |
| Especial  | «Fly Fly Bts»       | ninguno | ninguno | 2022                      |
| (Parte 1) |                     |         |         |                           |
| Especial  | «Fly Fly Bts»       | ninguno | ninguno | 2022                      |
| (Parte 2) |                     |         |         |                           |
| Especial  | «On-Air»            | ninguno | ninguno | 2022                      |
| (Parte 1) |                     |         |         |                           |
| Especial  | «On - Air»          | ninguno | ninguno | 2022                      |
| (Parte 2) |                     |         |         |                           |
| Especial  | «Nex Top Genius»    | ninguno | ninguno | 2022                      |
| (Parte 1) |                     |         |         |                           |
| Especial  | «Next Top Genius»   | ninguno | ninguno | 2022                      |
| (Parte 2) |                     |         |         |                           |
| Especial  | «Mini día de campo» | ninguno | ninguno | 2023                      |
| (Parte 1) |                     |         |         |                           |
| Especial  | «Mini día de campo» | ninguno | ninguno | 2023                      |
| (Parte 2) |                     |         |         |                           |

## Premios y nominaciones

### Global V LIVE Awards
| Año  | Receptor      | Premio           | Resultado | Ref.   |
| ---- | ------------- | ---------------- | --------- | ------ |
| 2019 | Run BTS! 2018 | Mejor V Original | Ganador   | [ 38 ] |